# Ланасса (дочь Агафокла)
Ланасса (др.-греч. Λάνασσα, IV—III века до н. э.) — дочь царя Сицилии Агафокла, жена эпирского царя Пирра, мать эпирского царя Александра II и, по одной из версий, полководца Гелена. Рассорившись с мужем, Ланасса переехала на остров Керкира, бывший её приданым, и вскоре вышла замуж за македонского царя Деметрия I Полиоркета, который вёл войну с Пирром. О дальнейшей судьбе Ланассы ничего не известно. Браки Ланассы дали повод её мужьям претендовать на власть над Сицилией.

## Биография
Ланасса была дочерью сиракузского тирана Агафокла. Античные источники не называют мать Ланассы, немецкий антиковед Карл Юлиус Белох предполагает, что ею была вторая жена Агафокла Алькия. По различным источникам, между 299 и 295 годами до н. э. Агафокл, принявший на тот момент титул царя Сицилии, выдал дочь замуж за эпирского царя Пирра. Диодор Сицилийский приводит связанную с женитьбой Ланассы военную уловку Агафокла, который отправил в Кротон посольство, убедившее жителей города в том, что сицилийское войско сопровождает Ланассу на свадьбу и не имеет никаких агрессивных планов. После этих уверений кротонцы утратили бдительность и Агафоклу удалось быстро и без особых потерь захватить не ожидавший штурма город.
Союз с Агафоклом, который имел сильный флот и правил большей частью Сицилии, представлялся Пирру довольно выгодным. По условиям брачного договора, царственная пара получала в совместное владение остров Керкира. В 294 или 293 году до н. э. Ланасса родила Пирру сына Александра. Римский историк III века н. э. Юстин называет сыном Ланассы и Пирра ещё и Гелена, который, по мнению Плутарха и современных антиковедов, был сыном Пирра от другой женщины — иллирийской царевны Биркенны.
Брак Ланассы с Пирром оказался, однако, неудачным. Пирр предпочитал жене наложниц и Ланассе пришлось несколько лет терпеть измены супруга, прежде чем она получила удобную возможность для разрыва отношений. В 290/289 году до н. э. она окончательно рассорилась с Пирром и уехала, возможно с согласия отца, на Керкиру. Царь Эпира не имел желания вступать в войну с Агафоклом и не предпринял никаких действий по возврату Керкиры. На острове Ланасса отправила письмо к врагу Пирра царю Македонии Деметрию I Полиоркету. В письме она жаловалась на Пирра и предлагала Деметрию взять её в жёны. Агафокл поддержал дочь. Цари обменялись посольствами. Деметрий был рад перспективе получить во владение Керкиру, а также всерьёз намеревался заявить свои претензии на наследство престарелого Агафокла после его смерти. Царь Македонии согласился на брак, после чего прибыл на Керкиру, где и отпраздновал свою четвёртую по счёту свадьбу. О дальнейшей судьбе Ланассы исторические источники не сообщают.

## Последствия замужеств Ланассы
В 288 году до н. э. между царями Эпира и Македонии был заключён мир. Пирру пришлось признать брак Деметрия и Ланассы, то есть, по сути, согласиться с отпадением от своих владений Керкиры.
В 289 году до н. э. умер отец Ланассы. Когда Агафокл заболел, его внук Архагат и сын Агафокл, не дожидаясь смерти начали военные действия друг против друга. Умирающий царь, осознавая происходящее, переправил свою третью жену Феоксену с двумя малолетними детьми в Египет, откуда та была родом. На Народном собрании Агафокл упразднил монархию и вернул Сиракузам демократию.
Похоронную процессию Агафоклу организовывал посол Деметрия Оксифемий. Деметрий, будучи зятем Агафокла, мог рассчитывать на долю его богатого наследства. Те или иные силы в Сиракузах теоретически могли обратиться к нему, как наследнику бывшего царя, за помощью. Однако вскоре Деметрий оказался занят другими войнами и у него не хватило сил для того, чтобы претендовать на реальную власть в Сицилии. Воспользовавшись хаосом, царившим у сицилийских греков после смерти Агафокла, карфагеняне начали войну и осадили Сиракузы. Истощённые очередной войной граждане отправили к Пирру послов. Согласно Диодору Сицилийскому, жители города возлагали на него надежду, как на бывшего зятя Агафокла и отца его внука. Пирр вступил в войну с карфагенянами и вскоре завоевал практически всю Сицилию.
С Ланассой антиковеды связывают появление мифа о внучке или правнучке Геракла Ланассе, которая вышла замуж за легендарного основателя династии царей Эпира Пирридов Неоптолема. Таким образом, придворный историк Проксен, в схолиях которого приводится данная информация, оказывал услугу Пирру и его сыну, обосновывая их притязания на земли Сицилии и Македонии.

## В искусстве
Свадьба Ланассы с Деметрием является темой фрески, обнаруженной в 1900 году на вилле в Боскореале. В 1903 году фреска была продана на аукционе и попала в Метрополитен-музей в Нью-Йорке. Художнику удалось передать независимый и энергичный характер царицы. Супружескую пару окружают три женщины, по всей видимости принадлежавшие к ближайшему окружению Ланассы.